# Leon Wessel Masannek
Leon Wessel-Masannek (München, 1992. december 23.) német színész. A Vad Focibanda című filmben a kapust alakítja. Apja Joackim Masannek író, ő írta az ifjúsági regénysorozatot és a film forgatókönyvét. Testvére Márlon Wessel Masannek.

## Élete

### Családja
Édesapja Joackim Masannek író. Ő írta a magyar fordításban is megjelent Vad Focibandát. A Vad Focibanda már megjelent filmben is, melynek forgatókönyvét szintén Joackim írta. Leon is szerepel a filmben, ő játssza Márkust, a csodakapust. Bátyja Márlon a filmben Maxit alakítja, aki a világ legerősebb lövését rúgja. Márlon és Leon a Vad Focibanda mind az öt részében szerepelnek. Leon kicsi kora óta focizik. A valóságban is kapus.

## Filmszerepei
- Csak az a foci (Márkus)
- A Vad Focibanda 2. (Márkus)
- A Vad Focibanda 3. (Márkus)
- A Vad Focibanda 4. (Márkus)
- A Vad Focibanda 5. (Márkus)

### A film további szereplői
- Leon: Jimmy Blue Ochsenknecht, a csapatkapitányt.
- Márlon: Wilson Gonzales Ochsenknecht
- Maxi: Márlon Wessel Masannek
- Leon: Leon Wessel Masannek
- Joscka: Kevin lannotta
- Raban: Raban Bieling
- Vanessa: Sarah Kim Gries